# 英雄岛
英雄岛是网域公司开发并在中国大陆运营的MMORTS的网络游戏，2008年9月19日进行开放测试，官方宣称该游戏“永久免费”，即玩家不用为在线时间付费。英雄岛模仿魔兽争霸和DotA的游戏模式，并借此宣传。英雄岛采用非写实Q版画面。
2016年7月26日，英雄岛将于2016年11月30日正式停止游戏运营。

## 游戏配置
- 安装至少DirectX 8.0及以上版本
- 操作系统：Microsoft Windows 98/ME/NT4.X/2000/XP/VISTA
- CPU：PIII 800MHZ以上
- 内存：256M或以上
- 显卡：16M显存更高显存
- 硬盘：1G硬盘空间以上
- 网络：56K Modem或者更高速互联网接入[3]